# Storia di fantasmi cinesi 2
| Abbozzo film horror | Questa voce sugli argomenti film comici e film horror è solo un abbozzo. Contribuisci a migliorarla secondo le convenzioni di Wikipedia. Segui i suggerimenti del progetto di riferimento. |

Storie di fantasmi cinesi 2 (A Chinese Ghost Story II) è un film del 1990 diretto da Siu-Tung Ching, primo sequel del ben più noto Storie di fantasmi cinesi.

## Trama
Il giovane Ning viene arrestato e ingiustamente accusato di essere un bandito. Condannato a morte, riesce a scappare grazie e incontra un monaco, insieme al quale si rifugia in un tempio abbandonato. I due ignorano che il luogo è infestato.

## Polemiche in Cina
Nel 2019, il brano della colonna sonora del film intitolato 人間道 (noto anche come A Human's Path) è stato ritirato da Apple Music in Cina a causa della sua associazione con il massacro di piazza Tienanmen.
La canzone è stata ritirata dal servizio di streaming dopo che gli utenti di Weibo hanno sottolineato che il testo era un velato riferimento al sanguinoso incidente del 1989, che vide l'esercito cinese disperdere violentemente i manifestanti disarmati pro-democrazia che stavano occupando la famosa piazza, uccidendo centinaia di persone

## Riconoscimenti
- 1992 - Festival Internazionale del Cinema di Porto
  - Premio migliori effetti speciali